# 낙타는 말했다
"낙타는 말했다"(A Camel Doesn’t Leave Desert)는 한국에서 제작된 조규장 감독의 2008년 드라마 영화이다. 김낙형 등이 주연으로 출연하였다.

## 출연

### 주연
- 김낙형
- 김현주
- 박채익
- 최영환

### 조연
- 김수영
- 서문경
- 이철은
- 서민균

## 기타
- 프로듀서: 최지혜
- 제작부: 이수영
- 제작부: 안계원
- 촬영부: 이천근
- 촬영부: 조영천
- 촬영부: 김주연
- 촬영부: 유금정
- 촬영부: 배홍석
- 조명: 이동원
- 조명부: 조상원
- 조명부: 조정희
- 조명부: 문애화
- 조연출: 김도형
- 조연출: 전봉수
- 연출부: 한승완
- 연출부: 김은성
- 연출부: 김성진
- 동시녹음: 배정렬
- 붐오퍼레이터: 구종률
- 믹싱: 이수영
- 미술: 정점석
- CG: 신지영
- 분장: 이선미
- 네가편집: 이수연
- 네가편집: 노은경
- 광고디자인: 박현규
- 배급부문: 곽용수
- 배급부문: 한소명
- 배급부문: 한혜미
- 배급부문: 곽미현
- 배급부문: 장은미
- 마케팅부문: 조계영
- 마케팅부문: 서상덕
- 마케팅부문: 김예원